# متلازمة غوميز-لوبيز-هيرنانديز
متلازمة غوميز-لوبيز-هيرنانديز أو خلل التنسج الجلدي المخيخي ثلاثي التوائم هو اضطراب جلدي عصبي (متلازمة عداسية) نادر يؤثر على العصب ثلاثي التوائم ويسبب العديد من التشوهات العصبية والبدنية الأخرى. شُخصت متلازمة غوميز-لوبيز-هيرنانديز لدى 34 شخصًا فقط. قد لا يُبلغ عن حالات متلازمة غوميز-لوبيز-هيرنانديز بشكل كافٍ بسبب وجود أمراض أخرى تشترك معها في مظاهر التشوه المخيخي. وُصفت هذه المتلازمة لأول مرة في عام 1979.

## المظاهر السريرية

### بدنية
قد تختلف المظاهر البدنية للمتلازمة فهي ليست عالمية. غالبًا ما يمتلك المصابون بمتلازمة غوميز-لوبيز-هيرنانديز جمجمة قصيرة (قصر الرأس) وشفاه رفيعة وآذان منخفضة وخلفية الزاوية وثعلبة في فروة الرأس فوق كلتي الأذنين. تعد ثعلبة فروة الرأس الثنائية السمة البدنية الأكثر شيوعًا في متلازمة غوميز-لوبيز-هيرنانديز. بالإضافة إلى قصر الجمجمة، تكون الجمجمة أيضًا مشوهة وغالبًا ما تكون مسطحة من الخلف. يعاني بعض المصابين بهذه المتلازمة أيضًا من فرط التباعد والحول. يحدث تندب القرنية أو تغيمها لدى أغلب المصابين بهذه المتلازمة. بالإضافة إلى ذلك يكون قصر القامة شائعًا.

### سلوكية
ترتبط متلازمة غوميز-لوبيز-هيرنانديز بالتهيج والقلق والأرق وسلوك إيذاء النفس. غالبًا ما تشمل الإعاقات التنموية في هذه المتلازمة إعاقة ذهنية مع إعاقات اجتماعية ومهنية وتعليمية. قد يؤدي انخفاض الإحساس بالعين إلى إيذاء النفس؛ أُبلغ عن حالة مريضة وضعت أصابعها في عينيها لدرجة ألحقت ضررًا إضافيًا بالقرنية يتجاوز ما تحدثه المتلازمة عادةً.

## التدبير
متلازمة غوميز-لوبيز-هيرنانديز نادرة وتشبه إعاقات النمو الأخرى. تشبه الإجراءات التدبيرية تلك الخاصة بإعاقات النمو الأخرى إذ لا يوجد علاج نهائي لتشوهات الدماغ. شُخصت هذه المتلازمة في البلدان الفقيرة غالبًا. لم تكن هناك محاولات موثقة لتثقيف الأطفال حول هذه المتلازمة (عند وجود إعاقة ذهنية) لإنشاء خط أساس يحدد القدرة الفكرية بسبب المشاكل الاجتماعية والاقتصادية في تلك البلدان.

## المآل
كان أكبر شخص شُخصت إصابته بمتلازمة غوميز-لوبيز-هيرنانديز يبلغ من العمر 29 عامًا عند تقييم حالته في عام 2008. يعاني معظم المصابين بهذه المتلازمة من انخفاض في الوزن وقصر القامة بسبب نقص هرمون النمو. غالبًا ما يمثل ضعف الحركة مشكلة. يُعتقد أن سبب ضعف الحركة عصبي، فلا تتأثر بنية العظام بشكل كبير. قد تكون النوبات موجودة أو غائبة ويمكن أن تؤدي إلى إصابات لمن هم أكثر قدرة على الحركة. يمكن أن يؤدي كل من اضطراب نقص الانتباه مع فرط النشاط والاضطراب ثنائي القطب -اللذان يوجدان في بعض الحالات- إلى سلوك خطير أو حالات من الهيجان. رغم أن معظم المصابين بمتلازمة غوميز-لوبيز-هيرنانديز يظهرون إعاقة ذهنية بدرجة معتدلة، أظهرت إحدى الحالات (14 عامًا) قدرة طبيعية على التعلم واكتساب المهارات الاجتماعية دون تدخل.

## علم الأوبئة
شُخصت معظم الحالات في أمريكا اللاتينية وكانت 5 من أصل 34 حالة من البرازيل. كان اثنان من هؤلاء المرضى البرازيليين مرتبطين بالدم (قرابة العصب) ما يشير إلى إمكانية وجود وراثة مندلية. ظهرت حالة واحدة لمريض ياباني مصاب بمتلازمة غوميز-لوبيز-هيرنانديز حتى الآن. أُبلغ عن حالتين من أرمينيا وحالتين من أوروبا، ما يشير إلى أن الانتشار الملحوظ في أمريكا اللاتينية كان قصير الأمد إذ انتشرت فيها تقنيات التشخيص المتطورة والمعلومات الدقيقة حول هذه المتلازمة بشكل ملحوظ. في الآونة الأخيرة، أُبلغ عن حالة إصابة بهذه المتلازمة من الهند أيضًا.

## أصل التسمية
سميت متلازمة غوميز-لوبيز-هيرنانديز نسبةً لمانويل رودريغيز غوميز وأليخاندرو لوبيز هيرنانديز.